# Гмеліна Кузнецова
Гмеліна Кузнецова (Kuzmelina kusnezowi) — вид ракоподібних, ендемічний для чорноморсько-каспійського регіону, занесений в Червону книгу України (статус — III категорія). Належить до монотипового роду Kuzmelina.

## Поширення
Понтокаспійський вид з орієнтальним характером поширення водиться в дельті Дніпра та Дніпровсько-Бузькому лимані. Трапляється також у гирлах Дону i Кубані, Таганрозькій затоці та Міуському лимані Азовського моря i в Каспійському морі.

### Місця перебування
Прісноводні та слабосолонуватоводні ділянки лиманів, дельт і пониззя річок. Основний біотоп — мулисті та мулисто-піщаний.

## Чисельність
Незначна (2—6 особин на 1 м² дна).

### Причини зміни чисельності
Забруднення води.

## Особливості біології
Оксифільний, евритермний, стенобатний (мешкає на глибинах до 1,5 м) вид. Живе у воді з солоністю 1 — 4 %.
Розмноження у неволі не спостерігалося.

## Заходи охорони
Не здійснювалися. Треба вивчити особливості біології виду, охороняти характерні для нього біотопи.